# 라크리마 크리스티

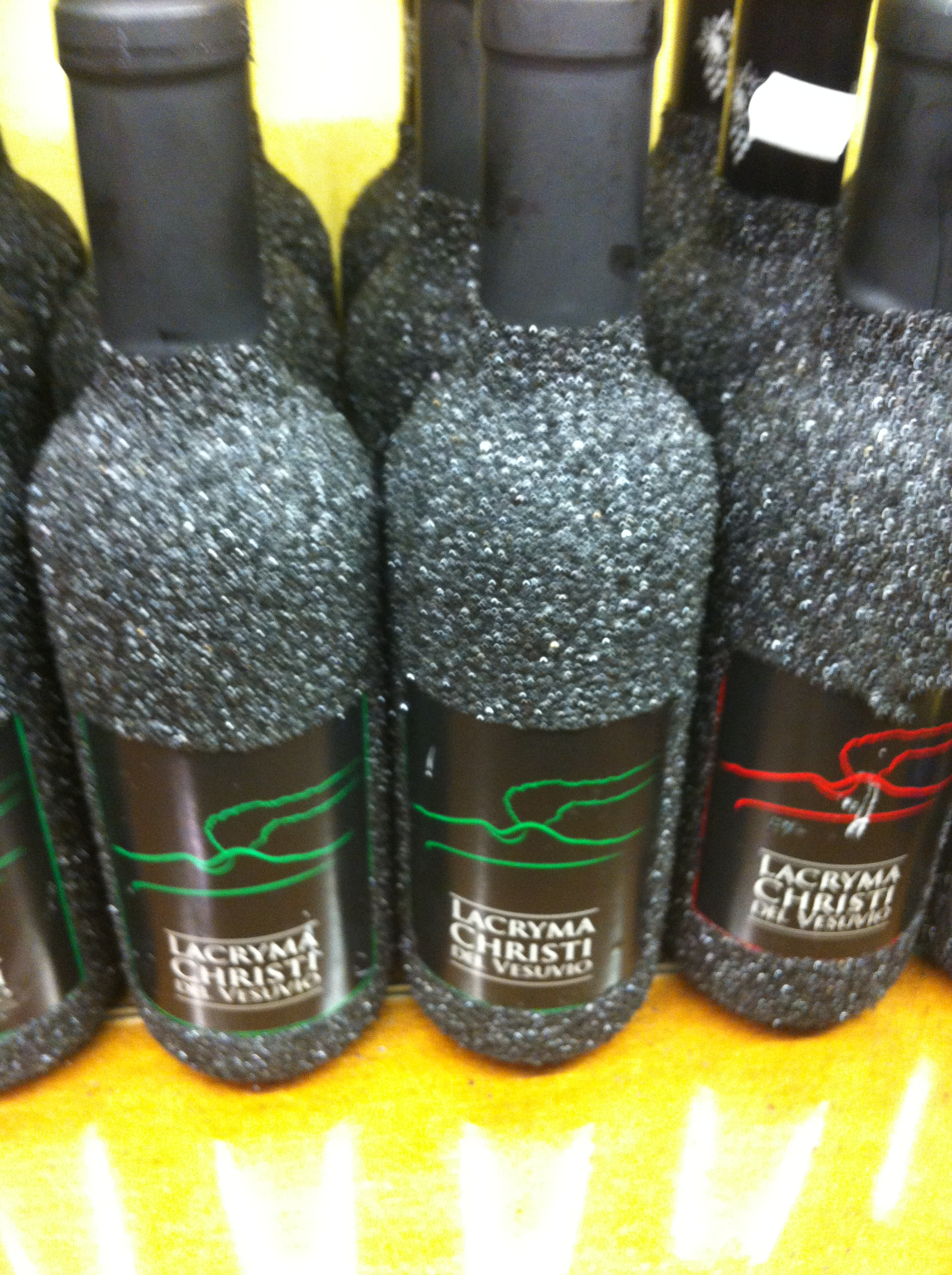
라크리마 크리스티 포도주

라크리마 크리스티(Lacryma Christi), (베수비오의 라크리마 크리스티(Lachryma Christi of Vesuvius), 뜻: "그리스도의 눈물들")는 이탈리아 캄파니아주에 베수비오 산 비탈면에서 제작한 나폴리식 포도주에게 붙여진 이름이다. 화이트 라크리마 크리스티는 대부분을 베르데카와 코다 디 볼페산 포도와 비율의 일부를 팔랑기나, 그레코 디 투포 포도로 만들어진다. 레드 라크리마 크리스티는 피에디로소와 시아시노소 포도로 만들어진다.